# Chalut

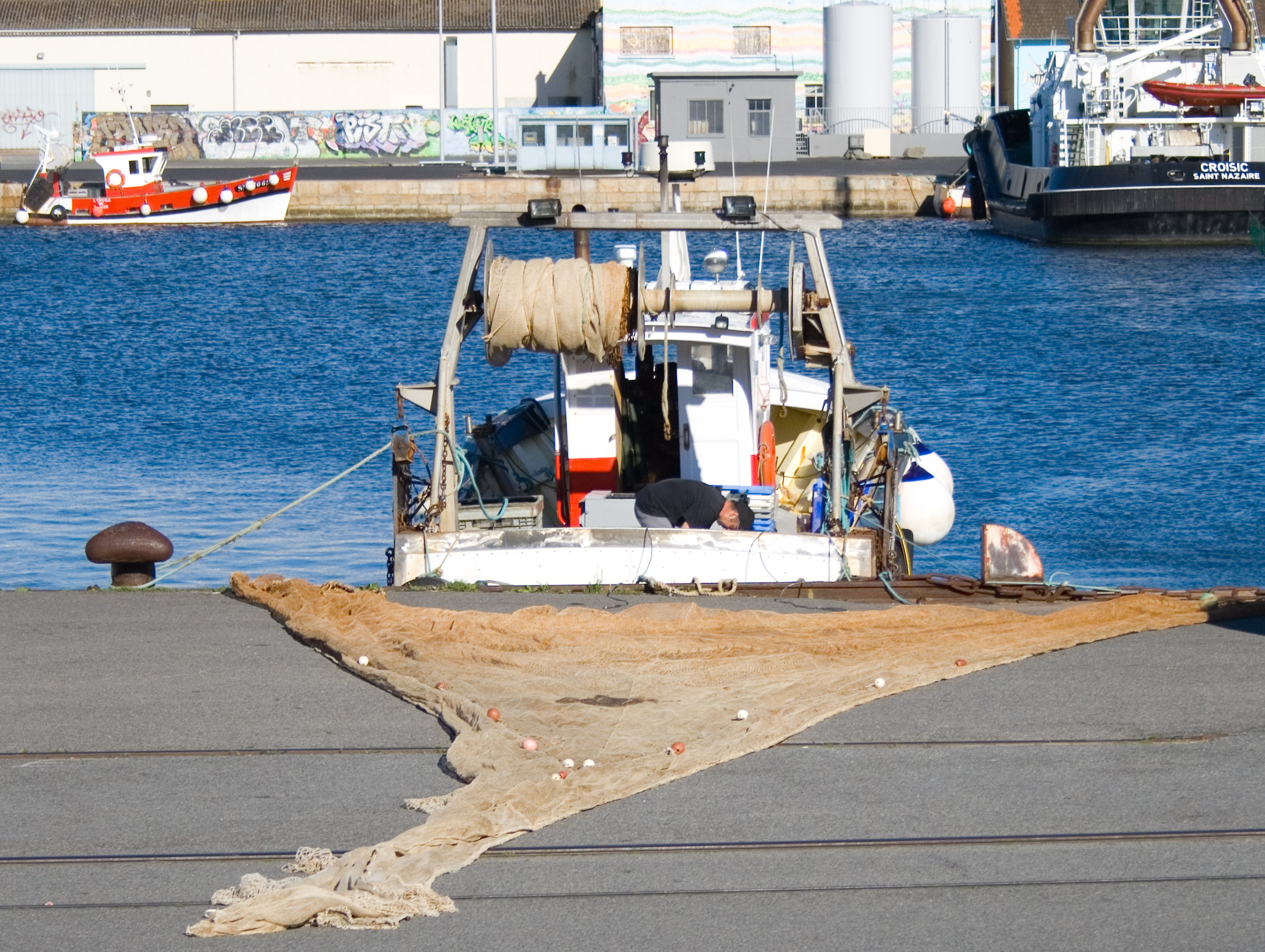
Chalut étalé sur le quai, derrière le portique d'un petit chalutier.

Le chalut est le filet traîné par le chalutier. Il a une forme caractéristique en entonnoir, prolongé à l'ouverture par des ailes pour en élargir la portée. Il peut être tracté par un seul ou par deux navires (on parle alors de « chalutage en bœuf », expression évoquant une paire de bœufs tirant une charrue). Le chalut est traîné par des câbles appelés « funes ». Il est fermé à son extrémité (le 
« cul de chalut ») par un cordage dit « raban de cul ». Un système combiné de panneaux, de chaînes (lest) et de lièges ou flotteurs plus techniques (dans le cas de la pêche dans les grands fonds) permet de maintenir béante son ouverture et d'en régler la forme et la profondeur. La dimension des mailles varie des ailes jusqu'au cul de chalut. Elle a été réglementée pour mieux sauvegarder les juvéniles.
Le sondeur permet de maintenir le filet entre la surface et le fond et de le placer face à un banc de poissons grâce au sonar. Le sondeur sert à connaître la hauteur d'eau sous le bateau, la qualité des fonds et éventuellement à détecter les bancs de poissons. Il ne sert en aucun cas à maintenir le chalut à une certaine profondeur. Le sondeur de « corde de dos » (ralingue supérieure du chalut portant les flotteurs), couramment désigné du terme anglais netsonde, permet de connaître les distances séparant le chalut du fond et de la surface. À ce moment on agit sur la longueur de câbles (funes) filée afin d'ajuster le niveau du chalut par rapport à celui du banc de poissons. On peut également agir sur la vitesse du navire dans le même but.
Le chalutier peut traîner son chalut entre deux eaux (chalutage pélagique) ou sur le fond (chalutage de fond).
En ancien français, le « chalon » était « une espèce de filet qui se traîne dans les rivières, par le moyen de deux petits bateaux auxquels il est attaché. ». Réglementé en France, son usage sans autorisation était sévèrement puni (ordonnance de Colbert).

## Histoire du chalut
Le chalutage semble être né de l'évolution de la technique de la senne de plage et de la drague. En Europe, les premières références au chalutage apparaissent au XIVe siècle : en 1376 une pétition est adressée par des communautés de pêcheurs au roi Edouard III d'Angleterre, dénonçant les ravages du « wondryechaun », un filet raclant le fond. En France, l'édit d'Henri III de 1584 marque la première tentative de réglementation de la pêche maritime et de ses outils, prévoyant l'interdiction des « dreige », filets de pêche traînants accusés de détruire les fonds marins. Les premières mentions de cette pratique sont donc d'emblée critiques.
Au XVIIIe siècle, l'ingénieur et scientifique Duhamel de Monceau décrit les chaluts et critique déjà leur impact sur le milieu.
Alors que les pêcheurs de La Rochelle utilisent des filets appelés dreige ou drague, ces derniers leur valent la visite d'un inspecteur des pêches en 1727, notamment en raison du fait que l'usage de la drague a été interdit en avril 1726 par le roi Louis XV en raison des ravages qu'elle occasionnait sur la reproduction des poissons. Les filets n'ont cependant rien à voir avec la drague destructrice du même nom, et dont l'usage est prohibé, et le 27 décembre 1727, le roi en autorise donc l'usage, à la condition que le filet porte le nom de « rets traversier » ou « chalut »[réf. nécessaire].
Les chaluts ressemblant aux chaluts actuels sont quant à eux représentés à partir de 1772, essentiellement dans les pays nordiques.
Le chalutage demeurera interdit en France jusqu'en 1852.
C'est l'invention du moteur à vapeur qui va provoquer l'essor du chalutage, à partir du milieu du XIXe siècle : en effet, ces navires très puissants sont alors en capacité d'exercer une force de traction suffisante pour tirer un lourd engin de fer qui racle le fond, permettant de capturer toute la biomasse animale (et végétale). Le véritable essor européen de cette pêche se fait entre 1880 et 1900 : en 1880, l'Angleterre déploie des chalutiers à vapeur tout autour des îles britanniques, qui épuisent rapidement la ressource halieutique de la région, obligeant la pêche à migrer vers le nord. Entre 1880 et 1912, la pression de pêche est multipliée par 7 en Europe - mais pas le nombre de capture, qui diminue à mesure que l'effort de pêche augmente. En 1920, 1 500 chalutiers britanniques écument la mer du Nord.
À partir des années 1930, le diesel remplace progressivement le charbon comme combustible, permettant des moteurs plus performants et une plus grand autonomie.
Jusque dans les années 1960, le chalut était filé puis viré par le côté à bord des chalutiers dits « classiques » qui n'existent plus. Ils sont remplacés par des chalutiers dits de « pêche arrière », équipés d'un treuil central.
Le chalutage connaît un second essor à la sortir de la Seconde Guerre Mondiale, face à la nécessité de produire rapidement une grande quantité de nourriture : toute l'Europe s'engage alors dans le développement d'une vaste flotte industrielle, richement subventionnée - tandis que la pêche traditionnelle est laissée à l'abandon. C'est alors l'avènement de grandes entreprises de pêche, possédant de nombreux navires de plus en plus grands et puissants, organisés selon des comités locaux et nationaux des pêches maritimes - et bientôt de véritables lobbies -, disposant de plans quinquennaux avec des objectifs de capture selon un paradigme qui emprunte davantage au minage qu'à la gestion de socio-écosystème.
À partir des années 1970, les « navires-usines » commencent à faire leur apparition, bâtiments de plus de 40 m de long permettant de traiter directement le poisson à bord, jusqu'à la mise en conserve ou la surgélation. Ces navires, disposant d'une vaste autonomie, peuvent aussi partir bien plus longtemps, pêcher plus loin et plus profond, jusqu'à des centaines de mètres de profondeur, permettant de dissimuler la raréfaction de la ressource par une exploitation migrante. En effet, le pic de capture européen est atteint en 1972 (dès 1968 pour la France), et malgré un effort de pêche toujours croissant, les débarquements vont alors se faire de moins en moins importants, qualitativement comme quantitativement. En conséquence, la pêche se mondialise et gagne jusqu'aux régions polaires et aux grandes profondeurs (jusqu'à 4 000 m) ; toutefois le pic mondial de captures est atteint en 1989, et depuis cette date le chalutage est de moins en moins productif et rentable, malgré un effort de pêche toujours plus intense.
Le chalutage, décrié depuis son invention mais sacralisé par certains pour son rôle après-guerre, fait l'objet de controverses de plus en plus vives à partir du XXIe siècle face au constat de son effet dévastateur sur les fonds marins et les populations de poissons. Plusieurs associations comme BLOOM se dédient alors à la lutte contre cette technique, pointant son coût environnemental titanesque et sa faible rentabilité, reposant essentiellement sur les subventions.

## Types de chalut

### Chalut pélagique
Le chalut pélagique permet de pêcher les poissons de pleine eau, c'est-à-dire entre la surface et le fond, sans être en contact avec lui. Les chaluts pélagiques sont surtout employés pour la capture des poissons « bleus » (sardines, anchois, maquereaux, thons). Les merlus et cabillauds sont des gadidés vivant plutôt sur les fonds, et donc capturés par des chaluts de fonds.
Il peut y avoir confusion avec des chaluts dits « Naberan » qui sont des chaluts-bœufs de fond à très grande ouverture. Ces chaluts sont de grandes dimensions avec une grande ouverture afin de capturer le plus de poissons possible, mais à une faible vitesse de chalutage.
En 2008, un rapport de l'Institut français de recherche pour l'exploitation de la mer conclut à des captures accidentelles de cétacés de l'ordre de 400 individus par an pour le chalutage pélagique en bœuf.

### Chalut de fond

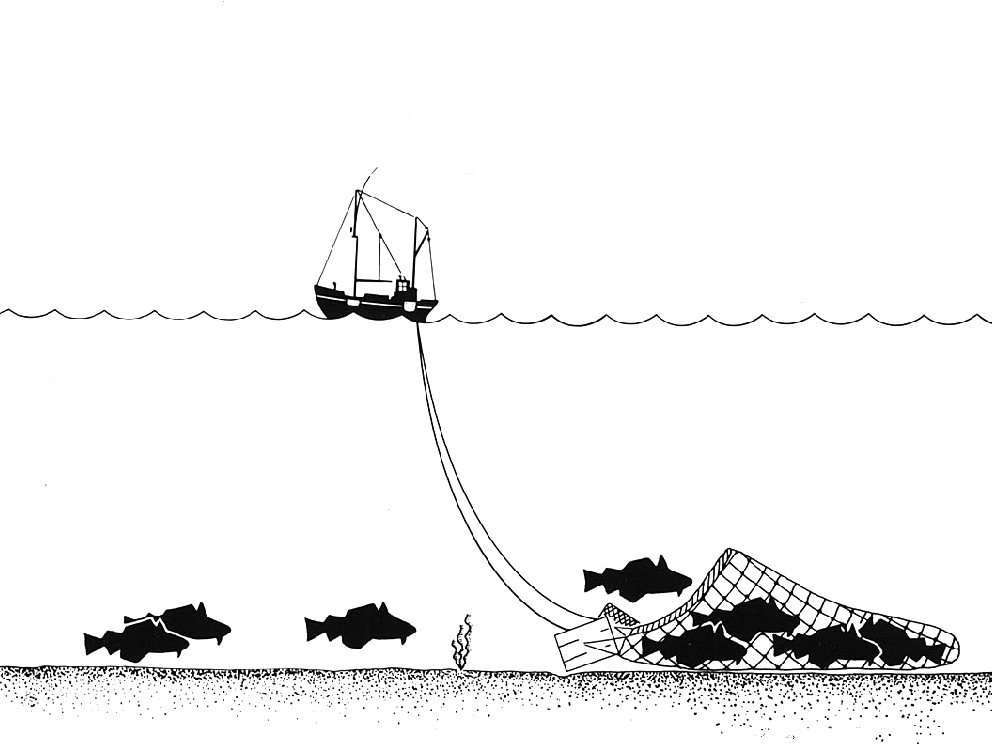
Chalut de fond.

Comme son nom l'indique, ce chalut est placé à proximité du fond. Les espèces ciblées sont dites « benthiques » (par exemple : cabillaud, lieu noir, merlan, aiglefin…).
Des chaluts spéciaux permettent depuis les années 1980 une pêche industrielle des poissons abyssaux : grenadiers (divers genres et espèces de poissons de la famille Coryphaenoides), empereurs, lingue bleue, lingue blanche, sabres (diverses espèces appartenant au genre Trichiurus).
Il y a trois façons de tenir un chalut ouvert lorsqu'il pêche :
1. avec une poutre fixée sur deux patins : chalut à perche. Le haut du filet (le dos) est fixé sur une poutre de bois ou de métal. Le bas du filet, lesté d'une chaine, est fixé en bas des patins et traîne sur le fond. L'ouverture du chalut n'est pas très grande : largeur de 3 à 6 m, hauteur selon la hauteur des patins. C'est le type le plus ancien, encore utilisé par les crevettiers, qui peuvent en trainer plusieurs à la fois, et dans quelques autres pêches (poissons plats type sole en Hollande par exemple). On peut en voir au port de Dunkerque, par exemple, ainsi qu'en Guyane, etc. Une seule fune suffit pour tirer un tel chalut.
2. avec des panneaux. De chaque côté du filet (sur les « ailes »), on fixe une large plaque de bois ou de métal qui va travailler à la façon d'un cerf-volant, mais « à l'envers », c'est-à-dire que lorsque le bateau avance, la pression de l'eau va le faire descendre. Il faut régler soigneusement l'incidence des panneaux pour qu'ils s'écartent bien, descendent bien ensemble, effleurent le fond sans s'enterrer ni au contraire soulever le chalut. Le dos du chalut est soulevé par des flotteurs, le bas est lesté par une chaine que l'on munit de rouleaux si le fond est rocheux, pierreux, etc.
3. entre deux bateaux. voir section suivante.

Ce mode de pêche (de même que la pêche à la drague) est depuis longtemps décriée pour ses impacts de destruction physique et écologique des fonds marins.
Mais des études plus récentes, dont publiées dans PLOS et dans la revue Nature révèlent des émissions annuelles de CO2 jusqu'alors très sous-estimées (peut-être équivalentes à celles de l'aviation mondiale). Et une autre étude, dans Frontiers in Marine Science, a montré que plus de 50 % du dioxyde de carbone produit dans la masse d'eau par le chalutage de fond passe dans l'atmosphère dans les neuf ans qui suivent le chalutage. Ces données renforcent des études antérieurs montrant que les réserves marines, intégrales notamment, peuvent atténuer et promouvoir l'adaptation au changement climatique. La zone économique exclusive (ZEE) du Royaume-Uni, sortie de l'UE depuis le Brexit, émettrait 109 Mt de carbone d'origine océanique par an.
Selon une étude récente (2025), notamment basée sur les données de Global Fishing Watch pour la période 2016-2021 : c'est une pêche fortement subventionnée (à hauteur de 1,3 milliard d'euros/an en Europe, une somme presque équivalente à la valeur des emplois créés par l'industrie selon les auteurs).
Le coût global du chalutage des fonds serait en Europe compris entre 330 millions et 11 milliards d'euros si l'on prend en compte les effets des émissions de CO₂ induites par le brassage des sédiments marins.
Une méta-analyse de 2018 rapelle que « Les réserves marines interdites à la pêche sont de loin le type d'AMP le plus efficace. Ils restaurent la biomasse et la structure des assemblages de poissons, et restaurent les écosystèmes à un état plus complexe et plus résilient » (notamment en abritant des poissons et organismes reproducteurs de plus grande taille ainsi que des zones d'alevinage pour certaines espèces, au profit de ressources accrues pour la pêche en périphérie de des aires protégées), : « le total de la biomasse de poissons dans les réserves marines est, en moyenne, 670 % supérieure à celui des aires adjacentes non protégées, et 343 % supérieure à celle des AMP partiellement protégées »,. Cependant, en 2024 la pêche au chalut ne respecte que peu ces aires protégées : environ 60% des aires marines protégées (AMP) européennes étaient encore chalutées sur le fond, et 13 % de l'effort de chalutage de fond en Europe se déroule à l'intérieur d'AMP (20 % pour l'UE), pour ne produire qu'environ 2 % des protéines animales consommées en Europe. En février 2023, la commission européenne a publié un plan d'action intitulé « Protéger et restaurer les écosystèmes marins pour une pêche durable et résiliente », qui prévoit notamment une élimination progressive de la pêche de fond dans toutes les Aires marines protégées (AMP) avant 2030.
Des chaluts permettent aussi depuis les années 1980 une pêche en eaux profondes : grenadiers (divers genres et espèces de poissons de la famille Coryphaenoides), lingue bleue, lingue blanche, sabres (diverses espèces appartenant au genre Trichiurus), des poissons qui ont une croissance lente et qui se reproduisent tardivement.

### Chalut-bœuf
Le chalut-bœuf (Pair trawling pour les anglophones) est traîné par deux bateaux. La manœuvre en est plus délicate mais il permet d'avoir de très gros chaluts dont la gueule est bien plus largement ouverte. Les chalutiers embarquent alternativement les prises. Ils sont par exemple utilisés par les pêcheurs de la Turballe et de Saint-Jean-de-Luz en France ou dans les pays scandinaves. C'est le mode de pêche qui capture le plus de cétacés en Manche où il est utilisé pour la pêche au bar.
Seul le Royaume-Uni a assuré un suivi indépendant, sur plusieurs années, des prises de cétacés par chalut en bœuf, démontrant un niveau des prises accessoires dépassant les seuils critiques pour le chalutage pélagique en bœuf en Manche. Lors de la saison 2003/2004, 169 dauphins communs ont ainsi été tués dans les chaluts (bœufs) anglais de cette zone (pour un total estimé de 439 dauphins pris pour tout le Royaume-Uni cette année-là). La France assurant environ 5/6 de cette pêche, une extrapolation des taux de prises anglais donnerait un total d'environ 2 600 animaux tués en un an en France. Sur ces bases, le gouvernement britannique a demandé en 2004 la fermeture de cette pêche (en mesures d'urgence de la PCE). Cette demande a été refusée par l'Union européenne (UE).
Ce chalutage est particulièrement efficace sur les espèces démersales. Dans les eaux, où le bruit d'un seul navire peut disperser les poissons, deux navires avançant de concert tendent à rabattre le poisson dans l'axe du filet, permettant des captures souvent considérablement supérieures à celles atteintes par le chalutage de fond. Le chalutage en bœuf ciblant le cabillaud au large de la côte de la Nouvelle-Angleterre ont rapporté en moyenne par navire de pêche, des captures de trois à six fois plus élevées qu'avec des chaluts simples.

## Pêche électrique
Des chaluts spéciaux, encore expérimentaux, équipés de générateurs d'impulsion électrique capables de choquer les poissons ou les crevettes (ce qui les décolle du fond) sont testés (dans le cadre de dérogation spéciales en Europe) depuis la fin du XXe siècle, avec des impacts écologiques réels ou potentiels encore discutés.

## Accidents possibles
Le principal danger est « la croche » : le chalut butte contre un obstacle : rocher, épave, conteneur coulé. Le filet va se déchirer, les funes peuvent être très tendues et se rompre, le navire peut gîter exagérément, voire chavirer. Autre danger pour l'équipage : les panneaux sont très lourds et peuvent blesser. Il arrive aussi qu'à la mise à l'eau, le filet entraîne un homme à la mer.
Exceptionnellement un sous-marin peut se prendre dans le chalut ou l'accrocher et entraîner le chalutier vers le fond. Ce genre d'accident est l'une des hypothèses de travail pouvant expliquer le naufrage du chalutier breton Bugaled Breizh de Loctudy.
Enfin le chalut peut avoir pêché des macrodéchets toxiques ou dangereux et en particulier un voire plusieurs engin explosif mines voire des munitions immergées. Il existe de nombreux dépôts de munitions immergées volontairement ou munitions perdues à la mer depuis le début du XXe siècle. Ces munitions sont dispersées et fragilisées par les chaluts.
Depuis les années 1990, plusieurs pêcheurs en mer Baltique ont été brûlés par de l'ypérite en rejetant à la mer des munitions non explosées datant de la Première Guerre mondiale trouvées dans leurs filets. Plusieurs centaines de sites, au large de l'Europe sont ainsi pollués par des séquelles de guerre. Sur nombre d'entre eux (et en particulier sur le Paardenmarkt en Belgique), la pêche est strictement interdite, mais les interdictions ne sont pas toujours respectées et lors des tempêtes ou tsunamis de forts courants marins peuvent localement faire rouler des obus ou torpilles sur le fond et les rendre accessibles.

## Impacts environnementaux

### Surexploitation
Dès le XVIIIe siècle, la raréfaction des poissons commence à inquiéter dans l'Atlantique européen, et le médecin Tiphaigne de La Roche, qui dresse le constat de mers européennes « épuisées » accuse directement les « filets traînants », qui dégradent l'environnement et empêchent donc durablement les populations de poissons de se reconstituer. Ce constat est repris quelques années plus tard par le naturaliste Henri Louis Duhamel du Monceau dans sa « Dissertation sur ce qui peut occasionner la disette du poisson principalement de mer », mais à l'époque la principale réponse apportée sera d'étendre le rayon d'action des navires et de développer les pêches profondes, australes ou outre-mer.
Le chalut a ainsi fortement contribué à la raréfaction de la ressource par surexploitation, en effet ces derniers assurent aujourd'hui 50 % des captures mondiales. L'Organisation des Nations unies (ONU), l'Organisation des Nations unies pour l'alimentation et l'agriculture (FAO) et le monde scientifique ont depuis les années 1990 maintes fois alerté au sujet de cette surexploitation. Cette situation ne s'améliore pas au niveau mondial, depuis 2011 plus de 80 % des stocks de poissons sont pêchés au maximum ou au-delà de leur capacité. Ces appels ne semblent que rarement ou tardivement entendus des pays qui contribuent le plus à la surpêche,, d'autant plus quand ils concernent des zones de haute mer. Faute d'accord sur les conditions d'exploitation et les modalités du contrôle de cette pêche les initiatives individuelles sont difficiles à concrétiser : la Nouvelle-Zélande qui voit ses stocks de poisson s'effondrer depuis 20 ans, a pris l'initiative d'une réunion internationale visant à créer une organisation régionale d'administration des pêches, à Renaca (Chili). En 2007, cette ORAP regroupant 26 pays a décidé de mettre en place un moratoire sur la pêche au chalut de fond (à partir du 30 septembre 2007) en haute mer, et uniquement dans le Pacifique sud. Malheureusement, la Russie, dont une flotte de pêche opère dans la zone, a refusé de respecter cette interdiction. Une étude faite dans les années 1990 à l'ouest de l'Angleterre sur des poissons vivant en profondeur en bordure du plateau continental montre que la réduction de leur biomasse à la suite de la pêche au chalut se fait très rapidement (en quelques années), mais d'une manière plus ou moins marquée selon d'espèce (dans ce cas par exemple l'hoplostèthe orange (Hoplostethus atlanticus) semble avoir plus rapidement et fortement décliné que le grenadier de roche Coryphaenoides rupestris.

### Sélectivité et prises accessoire
Si cette technique est très efficace pour capturer de grandes quantités d'organismes marins, sa sélectivité est variable, mais en général médiocre, surtout pour les chaluts de fond. Ce fort taux de capture non ciblé pose un grave problème de gestion : les pêcheurs sont tentés de rejeter les espèces dont le quota est déjà atteint ou la taille trop faible et de conserver celles dont le quota n'est pas encore atteint ou la taille suffisante. Étant donné la mortalité quasi totale après un trait de chalut ces prises ne peuvent être comptabilisées en contrôlant les poissons débarqués, entrainant une sous-évaluation chronique de la pression de pêche. Pour obtenir des données plus fiables l'embarquement d'observateurs des pêches indépendants sur les navires est la seule solution efficace. Ces dernières années le programme d'observateurs embarqués Obsmer en France a enfin permis de collecter des chiffres fiables : les plus grands navires (supérieurs à 18 m) rejettent une fraction importante (de 20 à 36 %), les chalutiers plus petits rejettent jusqu'à 50 % de la biomasse capturée, certains métiers du chalutage s'alignent avec les palangriers pour les fractions rejetées les plus faibles (inférieures à 5 %), comme les chalutiers à lieu noir ou espèce démersale en Ouest Écosse et mer du Nord, et les chalutiers pélagiques bœuf ciblant les thons en Atlantique, ou les dorades et bars en Manche et sud mer du Nord. Cette dernière pêche pose d'autres problèmes : les bars capturés au chalut pélagique en hiver sont effet regroupés pour la reproduction, ces prises massives, parfois plusieurs dizaines de tonnes en un coup de filet, effondrent le cours du poisson qui finit alors en farine (prix de retrait) et pourrait rapidement provoquer une surexploitation de l'espèce. Les chalutiers d'espèces profondes rejettent 20 % de leur capture. L'UE a fixé un objet de 5 % de capture accessoire, ce que certains pêcheurs français jugent irréaliste. Les caractéristiques des chaluts sont strictement encadrées par la réglementation communautaire, qui rend obligatoire, le cas échéant, des dispositifs sélectifs spécifiques (ex: panneaux de mailles carrées, grilles rigides) pour épargner des espèces ou des tailles spécifiques d'organismes marins. Pour autant l'efficacité de ces dispositifs n'est pas parfaite et imposer leur usage est difficile, notamment quand il affecte le rendement économique des bateaux.

### Destruction des habitats sous-marins
Au-delà de la biomasse capturée, le chalut de fond est aussi responsable de blessures ou mortalités sur de nombreuses espèces de fond, et d'une dégradation répétée du fond marin lui-même : de nombreuses études mettent en évidence les dommages physiques et écologiques causés sur les habitats des fonds marins.
Les structures biogéniques et géologiques comme les coraux, les éponges, les tubes de vers, les récifs de bivalves, les champs de rochers, les récifs, fournissent aux espèces benthiques des refuges et augmentent leur taux de survie.

Le chalutage du fond dégrade ou détruit ces structures complexes, réduisant massivement la biomasse benthique, au détriment de la pêche elle-même. Ces changements sont pour partie irréversibles à court et moyen terme car ces récifs mettent plusieurs milliers d'années à se former et se peupler. C'est ainsi que les bancs récifaux d'huitre plate (Ostrea edulis L.) qui existaient encore au 19e siècle dans les eaux tempérées de la mer du Nord notamment devant la côte belge sur des fonds sablo-vaseux sur « un cordon ininterrompu de bancs naturels qui s'étendaient depuis la surface jusqu'à 50 m de profondeur, le long des côtes européennes occidentales depuis la Norvège jusque la France » ont totalement disparu en quelques décennies.
En outre les pêcheurs savent que les cadavres et animaux blessés par un premier passage attire d'autres poissons (ou mammifères marins) qui viennent s'en nourrir. Un second passage est souvent plus fructueux mais contribue encore plus à l'épuisement des stocks : des expériences faites dans le golfe du Saint-Laurent ont montré qu'une heure après le passage d'une drague à coquille, la concentration  en poissons sur les traces augmentait de 3 à 30 fois.
Le chalut de fond remet en outre en suspension des  sédiments entretenant une turbidité défavorable à certains organismes fragiles. L'effet de ces sédiments remis en suspension est à l'origine de la disparition progressive des récifs coralliens d'eau froide en Suède. Aujourd'hui il est difficile de nier l'impact négatif du chalutage sur les fonds marins et leur richesse biologique. Les équipements de pêche perdus ou abandonnés par les chalutiers représentent 70 % des déchets plastiques flottant à la surface des mers.
Selon une vaste étude publiée dans la revue Nature, la surface mondiale chalutée s'élèverait à 4,7 millions de km², soit 20 à 47 fois la superficie mondiale de déforestation terrestre.

### Émissions de gaz à effet de serre
Une méta-analyse de 2017 a montré que la pêche au chalut émettait beaucoup plus de gaz à effet de serre que la pêche sans chalut et l'aquaculture à faibles intrants.

### Labels environnementaux
La certification de pêcheries au chalut par des labels environnementaux tels que le Marine Stewardship Council (MSC) est contestée par des scientifiques,.

### Impacts à relativiser
Les impacts du chalutage sont nettement inférieurs à ceux de la plupart des aliments d'origine animale issus de l'élevage terrestre ou de l'aquaculture, pour de nombreuses catégories d'impacts telles que l'utilisation de l'eau, l'usage d'antibiotiques et le rejet de nutriments. De fait, si l'interdiction du chalutage de fond réduirait les impacts marins, elle augmenterait en réalité les impacts environnementaux mondiaux négatifs, car les aliments capturés par chalutage seraient remplacés par des produits d'origine terrestre ou par des espèces aquacoles principalement nourries avec des cultures à impact environnemental plus élevé.